# Sarah Bray
Sarah Bray (nome verdadeiro: Mick Wersant) é uma cantora luxemburguesa nascida a 9 de setembro de 1966.
Iniciou-se na música, com apenas 8 anos, num grupo da sua terra natal, onde tocava trompete. Com 19 anos, começou a trabalhar como empregada num banco luxemburguês. Pouco depois, conheceu Patrick Hippert, com quem formou o duo  Skara Bray. Em 1990, lançaram o seu primeiro álbum chamado New Blue.
Em 1991, Sarah representou o Luxemburgo no Festival Eurovisão da Canção 1991, onde terminou em 14.º lugar, com 29 pontos.